# 市原市立八幡東中学校
市原市立八幡東中学校（いちはらしりつ やわたひがしちゅうがっこう）は、千葉県市原市菊間にかつて存在した公立中学校。文部科学省の学校コードはC112210002217、旧学校調査番号は123915で、教育開発出版の所属中学校コードは120186。通称は八東（やひがし）、東中（ひがしちゅう）。2023年（令和5年）3月31日をもって閉校した。卒業生総数は4,033名。

## 概要
市原市北部の市原地区に位置する。若宮団地の生徒数増加によって1981年（昭和56年）4月1日に大部分の通学区域を同団地として市原市立八幡中学校から分離して設立された。本校は開校時から閉校時まで市原市内で最も通学区域の狭い中学校であったが、閉校により、2023年（令和5年）4月1日時点での最も通学区域の狭い中学校は市原市立姉崎東中学校となった。
2023年（令和5年）3月10日に第42回卒業証書授与式が挙行され、42期生の26名が卒業し、これにより卒業生の総数は4,033名となった。3月18日には閉校記念式典が実施され、その後3月31日をもって閉校となり、翌日より市原市立八幡中学校に統合した。市原市における中学校の閉校は、1971年（昭和46年）3月31日に閉校した市原市立戸田中学校、市原市立牛久中学校、市原市立鶴舞中学校、市原市立平三中学校の4校以来52年ぶりとなる。

## 沿革

### 概歴
1981年（昭和56年）4月1日に市原市立八幡中学校から分離して市原市立八幡東中学校として開校した。当時は市内で15番目の中学校であった。生徒数の減少により、2023年（令和5年）3月31日をもって閉校した。

### 年表
- 1981年（昭和56年）4月1日 - 市原市立八幡東中学校開校[4]。
- 1996年（平成8年） - 現行のジャージに変更[4]。
- 2023年（令和5年）
  - 3月18日 - 閉校記念式典開催[5]。
  - 3月31日 - 閉校[5]。

### 閉校の経緯
2017年（平成29年）9月に市原市が策定した市原市学校規模適正化基本方針に基づいて、市と保護者や地域の代表者などが、2018年（平成30年）より八幡地区の中学校の規模適正化に関しての議論を行ってきた。市原市では中学校の適正規模を「1学年につき2学級以上（合計6学級以上）かつ生徒数150名以上」としている。
八幡東中学校においては、「適正規模を下回っている」「すぐ近隣に中学校が存在している」「敷地の一部が市有地でない」等の条件が重なったことで、特に統合の必要性があった。これらを踏まえて2021年（令和3年）に教育委員会会議で統合方針が議決された後、同年10月15日に八幡中学校と八幡東中学校の統合が発表された。

## 校則

### 校章
「東中」の文字が中央に入っている。

### 校歌
校歌の情報は以下の通りである。
- 作詞：沢田繁二
- 作曲：宍倉三郎治

### 制服
1. 冬服[4]
  - 男子：詰襟学生服（学ラン）
  - 女子：カフスとセーラーカラーに3本の白いラインが入った濃紺色のセーラー服、服同色の三角タイ
2. 夏服[4]
  - 男子：Yシャツ、黒ズボン
  - 女子：ブラウス、吊り下げスカート

### 制定ジャージ
ジャージは、青を基調とし、脇に白い太めのラインが入ったデザインになっている。

### 制定体操服
体操服は、白を基調として襟などに青いラインが入っている半袖のシャツと、青を基調にに白いラインが入ったハーフパンツ。

## 施設

### 敷地
敷地の詳細は以下の通りである。
- 所在地：〒290-0007　千葉県市原市菊間428番地
- 所有：市原市（一部借用地）
- 敷地面積：33,586m2
- 取得価格：942,805,000円
- 指定建蔽率：60%
- 指定容積率：100%

### 建物
敷地内の建物の詳細は以下の通りである。
| 棟番号 | 棟名称         | 構造 | 階数 | 延床面積   | 建築年 | 耐震   | 耐震       | Is値 | 備考 |
| ------ | -------------- | ---- | ---- | ---------- | ------ | ------ | ---------- | ---- | ---- |
| 001    | 校舎・園舎     | RC造 | 4    | 3,821.00m2 | 1981年 | 旧基準 | 耐震性あり | 0.77 |      |
| 002    | 体育館         | RC造 | 1    | 1,002.00m2 | 1981年 | 旧基準 | 耐震工事済 | 1.08 |      |
| 003    | 体育館         | RC造 | 1    | 671.00m2   | 1989年 | 新基準 | 耐震性あり |      |      |
| 004    | 校舎・園舎     | RC造 | 4    | 634.00m2   | 1981年 | 旧基準 | 耐震性あり | 0.76 |      |
| 005    | 倉庫・物置     | 木造 | 1    | 83.00m2    | 1981年 | -      | -          | -    |      |
| 006    | 脱衣室・更衣室 | 木造 | 1    | 62.00m2    | 1981年 | -      | -          | -    |      |
| 007    | 倉庫・物置     | 木造 | 1    | 26.00m2    | 1987年 | -      | -          | -    |      |
| 008    | 倉庫・物置     | 木造 | 1    | 26.00m2    | 1981年 | -      | -          | -    |      |

## 規模
閉校直前の2022年（令和4年）4月1日現在における学校規模は以下の通りである。
| 児童数       | 77名     |
| 学級数       | 5学級    |
| 通学区域面積 | 0.997km2 |

## 通学区域
閉校直前の2022年（令和4年）度は以下の町丁字とその範囲を通学区域に指定していた。
- 若宮1 - 7丁目
- 能満の一部
- 山木の一部
- 菊間の一部

## 通学区域内施設
通学区域内の主な施設は以下の通りである。
- 市原市立若宮小学校
- 柳光幼稚園
- 若宮中央公園
- 館山信用金庫若宮支店

## 小学校区
- 市原市立若宮小学校

## 隣接中学校区
- 市原市立八幡中学校
- 市原市立菊間中学校
- 市原市立市原中学校
- 市原市立辰巳台中学校

## アクセス
- 八幡宿駅から徒歩13分
- 小湊鐵道バス（八02、八05、八09系統）「日高クリニック」で下車後、徒歩6分